# Phoenix roebelenii
Phoenix roebelenii é conhecida como tamareira-anã, palmeira-fênix, tamareira-de-jardim ou palmeira-anã é uma palmeira pertencente à família Arecaceae originária do sudeste asiático, que pode ser encontrada na China, Vietnã, Laos, Myanmar e Tailândia. É uma planta de crescimento lento que pode chegar a ter 3 metros de altura e 20 cm de diâmetro. Essa planta habita florestas tropicas e locais próximos a rios em climas tropicais, sub-tropicais e de monções. É resistente ao frio e adapta-se a muitos tipos de solo, mas prefere os mais úmidos e ricos em matéria orgânica. 